# Куловский диалект

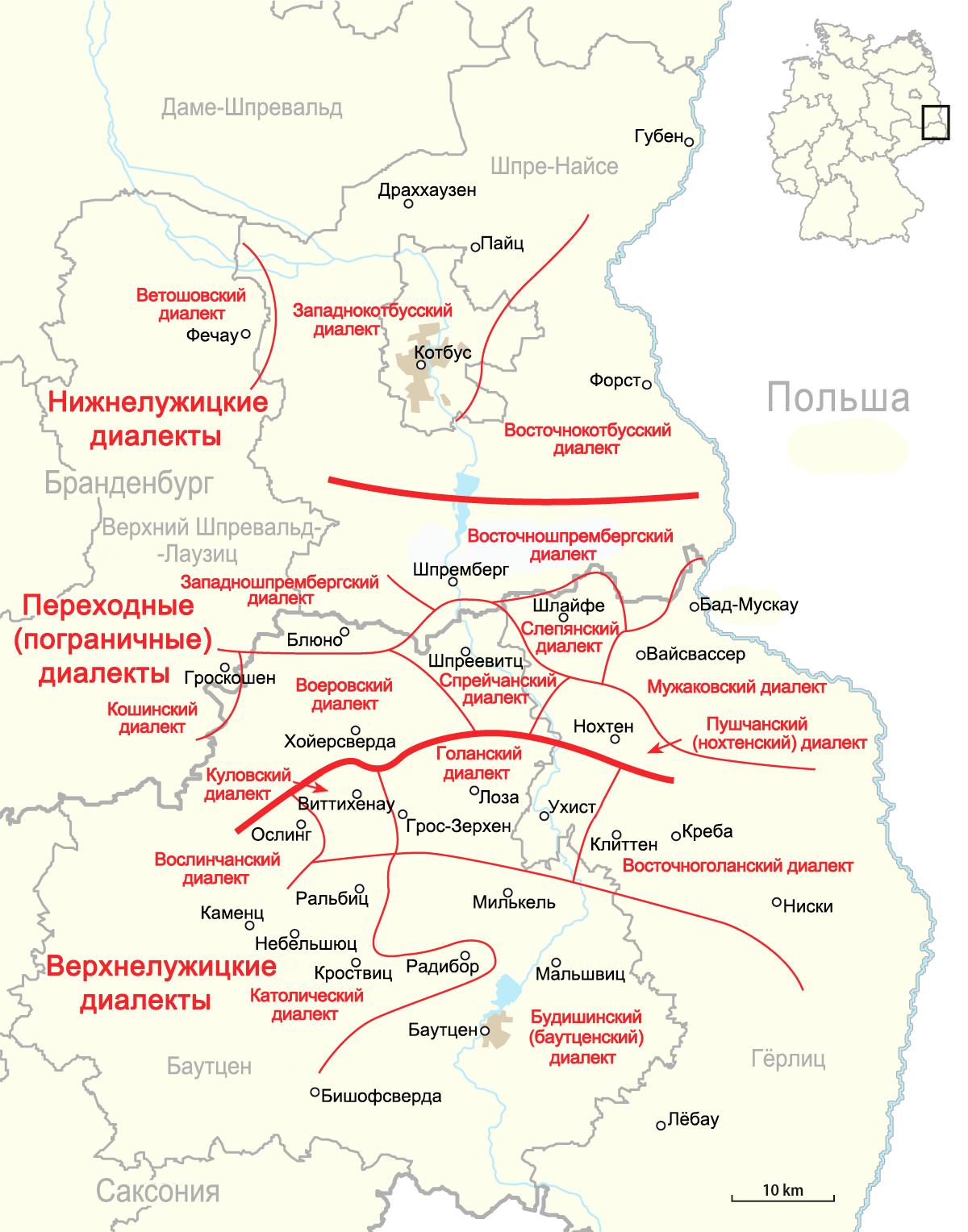
Куловский диалект на карте диалектов лужицких языков

Ку́ловский диале́кт (в.-луж. Kulowska narěč, нем. Wittichenauer Dialekt) — один из диалектов лужицких языков, распространённый в окрестностях города Кулова (Виттихенау) (в.-луж. Kulow, нем. Wittichenau) в районе Баутцен (федеральная земля Саксония). Входит в верхнелужицкую группу диалектов. По языковым признакам наиболее близок католическому диалекту, распространённому так же как и куловский в западной части верхнелужицкого языкового ареала. Верующие носители куловского диалекта — католики, как и носители католического диалекта, остальное население Верхней Лужицы — протестанты.

## Ареал
Территория распространения куловского диалекта, занимающая окрестности города Кулова, примыкает к переходным (пограничным) диалектам лужицких языков. С севера куловский диалект граничит с переходным воеровским диалектом. К востоку от территории куловского диалекта распространён верхнелужицкий голанский, к юго-востоку — будишинский (бауценский), к югу — католический и к западу — вослинчанский диалекты.

## Католический вариант верхнелужицкого языка
Куловский диалект лёг в основу перевода Библии XVII—XVIII вв. Перевод был выполнен с латинского языка на верхнелужицкий в период между 1688—1707 гг. Ю. Х. Светликом, священником из Радвора (Радибора) (в.-луж. Radwor, нем. Radibor), селения в окрестностях Будишина. Библия, записанная на куловском диалекте, стала одним из первых образцов католической письменности в Верхней Лужице, в 1721 году Ю. Х. Светлик издаёт латино-сербский словарь, первый словарь серболужицкого языка. На диалекте Кулова, на котором также писал представитель католического духовенства Я. К. Тицин (автор первой верхнелужицкой грамматики 1679 года), стал развиваться католический вариант верхнелужицкого литературного языка, один из двух конфессиональных вариантов наряду с евангелическим, использовавшийся в Верхней Лужице до XIX века.
Католическая письменность была распространена среди католиков-лужичан на небольшой территории к северо-западу от Будишина. На куловской основе данная письменность развивалась недолгое время, во второй половине XVIII века база католического верхнелужицкого языка сменилась, ёе основой стали говоры в районе селения Кросчицы (Кроствиц) (в.-луж. Chrósćicy, нем. Crostwitz), относящиеся к католическому диалекту.

## Изучение диалекта
Куловскому диалекту посвящено исследование Ф. Михалка «Kulowski dialekt dźensa a před 300 lětami. Přinošk k serbskej historiskej dialektologii» (1968). В нём он анализирует историю развития диалекта на протяжении трёх веков с конца XVII века (сочинения серболужицких писателей Я. Тицина и Ю. Х. Светлика) и до середины XX века, рассматривая изменения фонетических, грамматических и лексических особенностей куловского диалекта. Исследование показало, что куловский и католический диалекты в период после завершения Реформации сблизились друг с другом относительно южной части переходных и остальных верхнелужицких диалектов. Куловский отдалился от соседнего воеровского диалекта, с которым в прошлом у него было много общих черт. Часть диалектных явлений распространилась в куловском, а также в воеровском диалектах с южных территорий верхнелужицкого ареала. Но при этом куловский сохранил ряд черт, обособляющих его от католического диалекта. Часть слов и грамматических форм, появившихся в куловском диалекте, связывают его с диалектами, распространёнными севернее воеровского. В куловском диалекте упростилась система глагола — исчезли формы простого прошедшего времени, данная диалектная черта известна также переходным и нижнелужицким говорам.